# برقکافت آب

طرحی از یک پیل ساده که جهت برقکافت آب از آن استفاده می‌شود. در تصویر دو الکترود دیده می‌شود که در سمت الکترود مثبت گاز اکسیژن و در سمت قطب منفی گاز هیدروژن متصاعد می‌شود.

برقکافت آب یا الکترولیز آب (به انگلیسی: Electrolysis of water) فرایندی متداول جهت تجزیه آب به عناصر سازنده آن یعنی اکسیژن و هیدروژن است که در آن از یک جریان الکتریکی مستقیم و دو الکترود بهره گرفته می‌شود. از منبع جریان برق DC برای دو الکترود یا صفحه فلزی (از فلزات نجیب نظیر پلاتین یا ایریدیم) استفاده می‌شود که هر دو الکترود وارد آب می‌شوند و از آنجا که آب خالص رسانایی ناچیز و هدایت جریان الکتریکی یک میلیونیم آب دریا دارد باید مقداری الکترولیت (اسید، باز یا نمک فلزی) اضافه شود. در مجاورت الکترود آند آب اکسایش میابد و سبب تولید اکسیژن، پروتون و الکترون می‌شود که گازهای اکسیژن تولید شده بصورت حباب از ظرف نیم واکنش آندی خارج می‌شود و الکترون‌های تولید از طریق الکترود آندی به بخش الکترود کاتدی حرکت می‌کند و یون‌های هیدروژن ایجاد شده از طریق غشای مبادله کننده پروتون به بخش الکترود کاتدی می‌روند و با الکترون‌های موجود سبب کاهش هیدروژن و تولید حباب‌های هیدروژن می‌شود.

در الکترولیز آب نشان میدهد که جریان قطب منفی یک باطری هیدروژن موجود در آب در حال جدا سازی و به جهت بالا میرد

فرایند برقکافت نیاز به حرارت و الکتریسیته دارد و لذا در چندین حالت دما بالا، فشار بالا و غیره انجام می‌شود. برقکافت بخار که در دمای بالا انجام می‌شود، به منظور کاهش میزان الکتریسیته مصرفی مورد استفاده قرار می‌گیرد. ا